# Jef Gravis
Jef Gravis (1938-2015) est un peintre et plasticien français. Proche du mouvement Figuration Libre dans les années 1970-1980, Jef Gravis bascule vers l’abstraction à la fin des années 1980 ; il consacre plus de dix ans à des œuvres autour du sel avant de renouer avec la figuration vers 2010 : ses collages et ses impressions numériques reprennent ses thèmes favoris (le corps, le temps, le quotidien).

## Jeunesse
Petit fils d’artistes – une sculptrice et un violoniste – du côté de sa mère, fils d’entrepreneur du côté de son père, Jef Gravis (de son vrai nom Jean-François Gravis) naît à Valenciennes en 1938,. La famille Gravis se réfugie à Angers au début de la Seconde Guerre mondiale.
À la fin des années 1950, Jef Gravis commence des études au petit séminaire, face au musée des Beaux-Arts : il envisage de devenir moine. En 1956, il intègre l’école des Beaux-Arts d’Angers. En 1960, Jef Gravis fait son service militaire pendant la Guerre d'Algérie.

## Parcours artistique
En 1964, Jef Gravis expose pour la première fois à Paris, au café Le Dôme.
En 1967, Jef Gravis traverse l’Atlantique et expose à Boston puis au Québec, exposition : Volume Bleu et jaune, en 1968 puis à Mexico, à Cambridge et à San Francisco.
En 1977, Jef Gravis revient en France et se lance dans le spectacle de rue : il crée la compagnie Nuage à Roulettes.

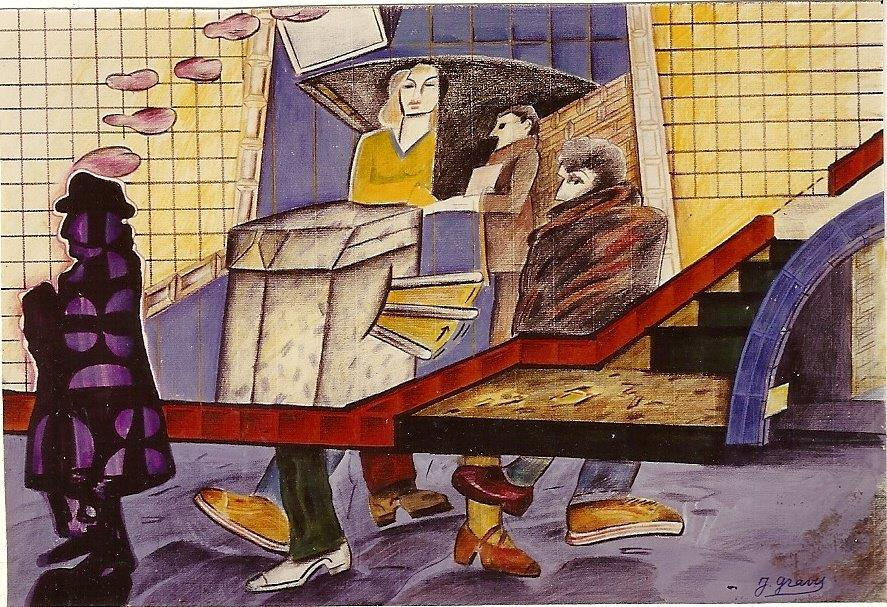
Macadam sous-sol

Pendant le spectacle, les comédiens déroulent l’histoire dessinée sur un rouleau de papier dans une « boite à image ». Jef Gravis met en scène « Les aventures de la poupée Trinquinette » et « Melody Métro ». Hors du circuit traditionnel des galeries, le Nuage à Roulettes permet à Jef Gravis de diffuser ses œuvres auprès du grand public. Après le spectacle de rue, Jef Gravis crée une série de dessins sur le métro qu’il expose à Paris en 1980.
Cette même année, la « boîte à image » traverse l’Atlantique, au Mexique puis aux États-Unis. A Los Angeles, Jef Gravis est témoin du développement du néo-expressionnisme : il expose dans plusieurs lieux et utilise des supports multiples comme le bois découpé.
En 1982, de retour en France, Jef Gravis s’installe dans un atelier parisien et produit des œuvres proches du mouvement Figuration Libre.

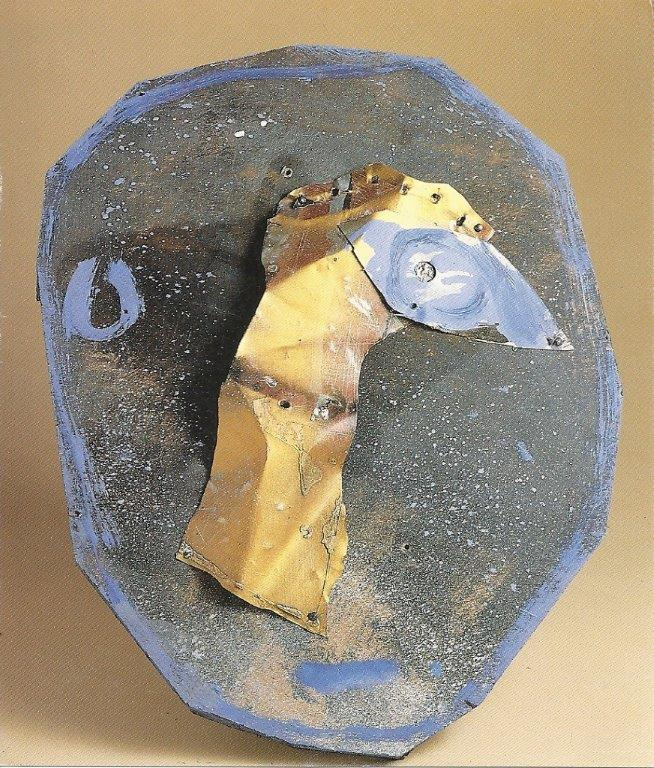
Masque signe de tête

Jef Gravis fait partie des sept artistes de ce mouvement choisis pour le clip « Marcia Baïla » du groupe Rita Mitsouko : l’affiche est de Ricardo Mosner, le clip fait partie des collections du MoMA de New-York. À la fin des années 1980, Jef Gravis fait de nouvelles rencontres et réalise de nouveaux voyages ; il invente ses signes de têtes – peintures et masques de métal – et bascule vers l’abstraction.
1992 marque une nouvelle rupture dans la vie de Jef Gravis : lors d’un voyage au Laos, il découvre la mine de sel de Ban Bo.

« Me souvenant de l’anagramme inventé par Robert Desnos sur le nom de Marcel Duchamp : Marchand du Sel, je commençais à rêver à la transformation possible du sel en contact avec le métal », écrit Jef Gravis qui met au point une méthode pour réaliser des empreintes évolutives à partir de l’oxydation du fer et du sel. En 1995, à proximité des salines, Jef Gravis fait traverser aux spectateurs un « Jardin salé » : bassins rectangulaires évoquant un temple et les marais salants des environs. Jef Gravis évoque un « paradis perdu », une « rêverie du monde » où l’on peut « voir avec ses pieds ce que l’on goûte avec la bouche. »

En 1997, il participe à l'exposition L'Empreinte au centre national d'art et de culture Georges-Pompidou.
En 2009, Jef Gravis retourne à Angers et expose à l’Artothèque une installation murale monumentale : Navigation à vue. Il écrit :

« J'ai tenté en fabriquant ces images de réinventer, selon une formule de variation spécifique, un mode d'assemblage fondé sur plusieurs apports de création tels que fragments de macules de sérigraphie utilisés en surimpression, dessins et collages photocopiés, prélèvements photographiques de différentes sources, recyclés selon plusieurs modes de reproduction. »

En 2010, Jef Gravis perd la voix à cause d'un cancer ; il continue à produire des estampes, des impressions numériques et des collages ; il fabrique de petits albums ou des catalogues. Ces œuvres évoquent le quotidien, la ville, la maladie.

« La réalisation de ce travail s’est opérée dans un grand désordre résultant du télescopage d’images issues de la mémoire de la tumeur cancéreuse, des hospitalisations successives au pavillon ORL de l’Hôpital Tenon et du ressenti mental et émotionnel de mon corps face au handicap de ma voix mutilée. »

Jef Gravis continue de créer et d’exposer à Paris, aux Lilas et à Romainville jusqu’à sa mort en mai 2015. Certaines de ses œuvres font partie des collections de l'artothèque d'Angers et d'Angoulême (Indien I, Indien II, Indien III et Juliette). Il fait partie des 2 880 portraits du Cinématon.

## Décès
Jef Gravis est mort le 10 mai 2015 à Romainville.

## Galerie

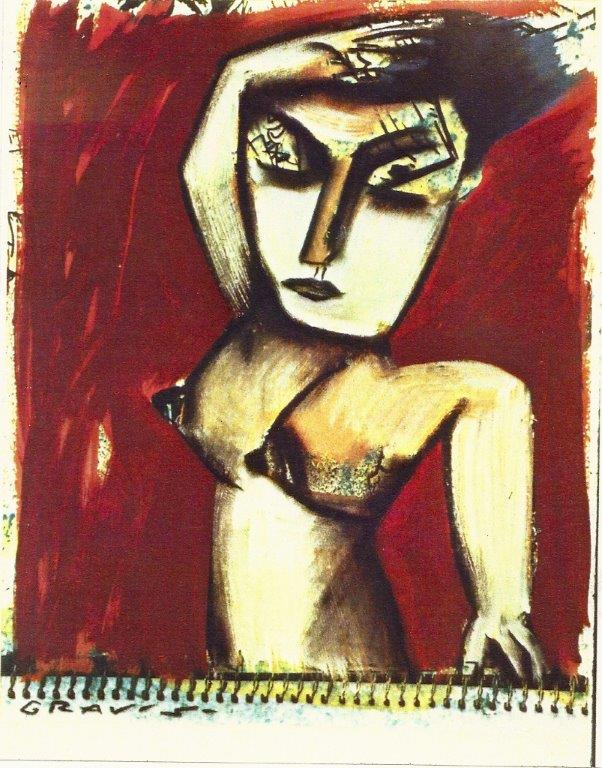
Portrait de femme.
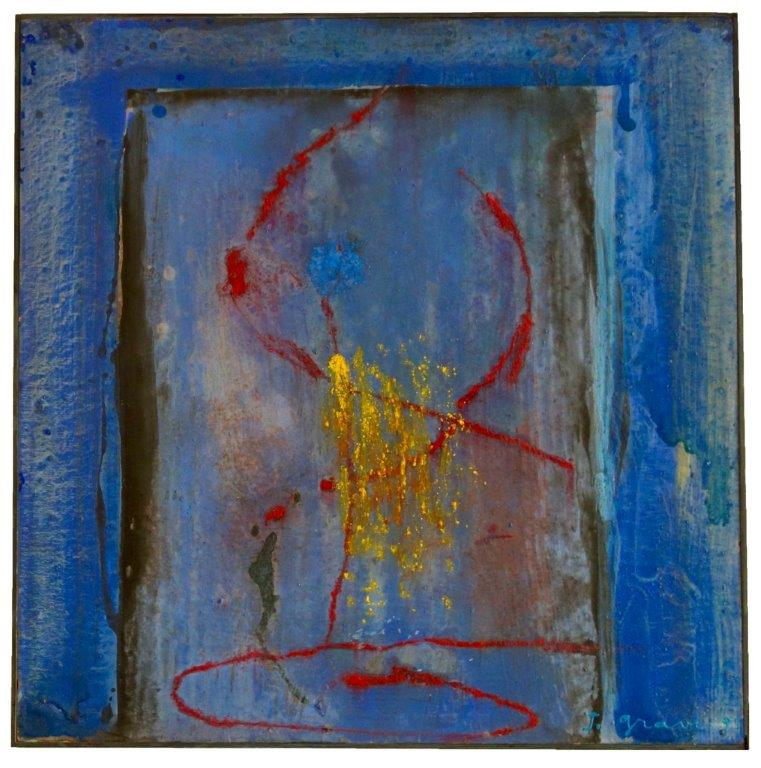
Bouddha bleu (collection R. Averbouch).
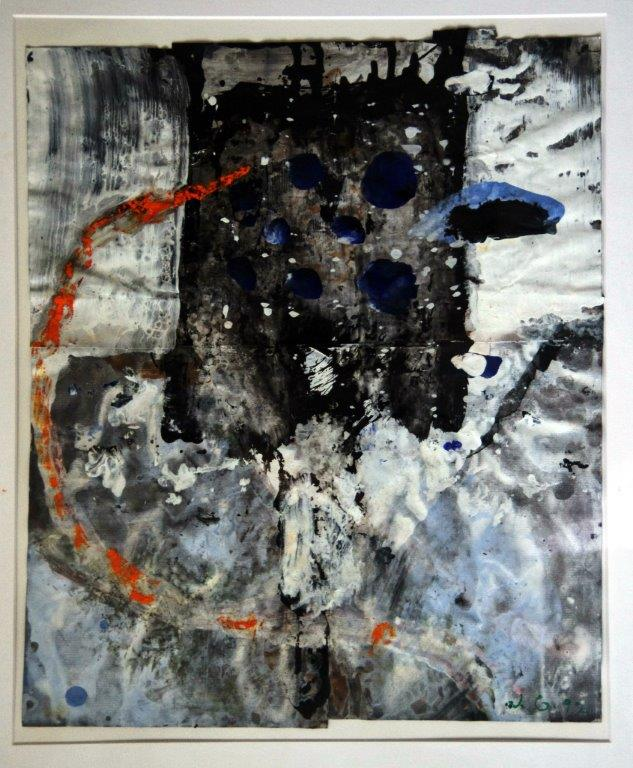
sans titre (collection T. Paulais).
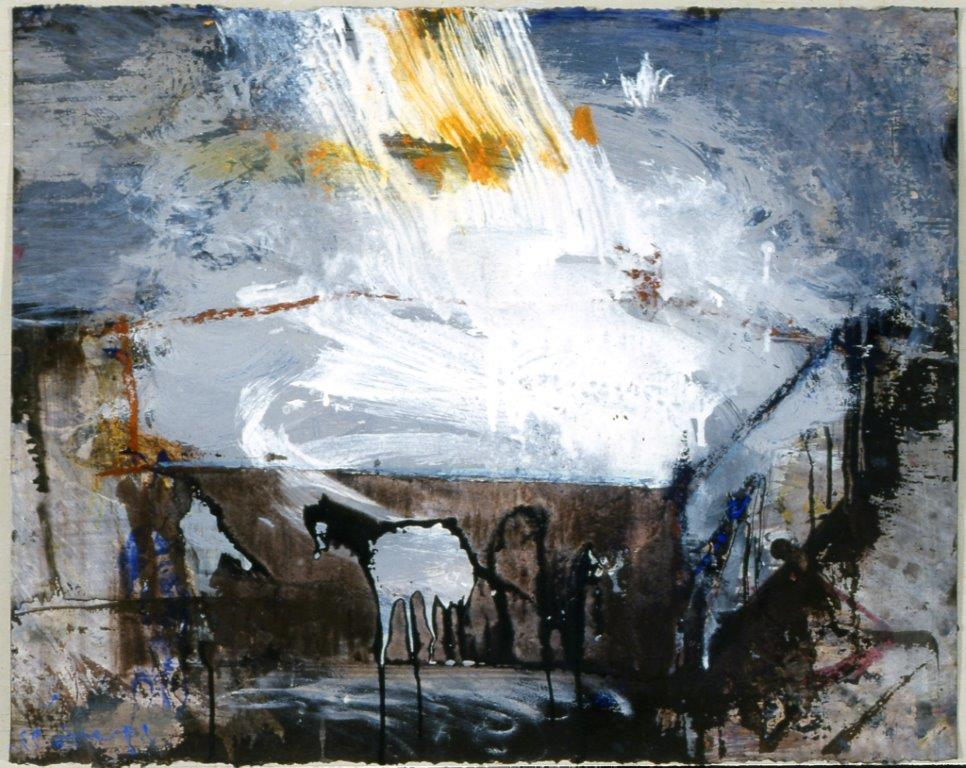
Sel sans titre (photographe : P. Sohiez).

## Expositions
Expositions personnelles
1964 : café Le Dôme, Paris
1967 : galerie Seymour Sweschtof, Boston
1968 : Bleu et jaune, Québec, Canada
1977 : galerie Françoise Carel
1980 : galerie Porte Fausse, Paris
1981 : galerie Molly Barnes, Los Angeles
1982 : galerie ECOM, Paris
1983 : ACAPA, Hôtel Saint-Simon, Angoulême
1984 : galerie Haut / Bas, RTL
1985 : CAC Jean Renoir, Dieppe
1986 : ARPAC, Montpellier
1987 : Génie de la Bastille, Paris
1988 : Mac 2000
1989 : Artothèque, Angoulême
1990 : galerie Jean Attali, Paris
1991 : galerie Mobile, Paris
1992 : Foire de Gand
1993 : galerie Olga Soe, Paris
1995 : galerie des Franciscains, Saint-Nazaire
Mai de sel, Aigues-Mortes
Galerie Les Ateliers, Paris
1996 : galerie Mc Cann Erickson
1997 : usines Bertheau, Ivry-sur-Seine
1999 : école des Beaux-arts, Angers
2001 : galerie le Corbusier, Trappes
2008 : Artcurial Paris, présentation du livre « Sérigraphie Opus 1 »
2009 : Artothèque d’Angers « Navigation à vue »
2012 : Culture à l’hôpital, Hôtel Dieu, Paris
2013 : médiathèque Romain-Rolland, Romainville
2014 : Show-room, Romainville
Expositions collectives
1981 : Molly Barnes Gallery, Los Angeles
1982 : Musée de l’Affiche, Paris
Cour Napoléon, Musée du Louvre
1983 : galerie sous Paradis, Strasbourg
Fondation ELF Aquitaine
1984 : galerie Paradis, Paris
Maison de la Culture, Rennes
ERO 84, Paris
1985: Street Art Paintings, Paris
1986 : galerie du Théâtre, Angers
1987 : Palais de l’Acropolis, Nice
1988 : galerie de l’Institut français, Madrid
Palais de la Malmaison, Cannes
1989 : galerie d’Art Contemporain, Saint-Emilion
1990 : Villa Gillet, Lyon
Salon de Mai
1991 : galerie Bénédicte Saxe, Maeght Editions, Los Angeles
1992 : SAGA, Grand Palais
1993 : galerie Olga Soe, Paris
1994 : Un tableau, un symbole, la Villette, Paris
1996 : SAGA
1997 : exposition L’Empreinte, Centre Georges-Pompidou
Foire de Bâle, Galerie Eric Seydoux
1998 : Foire de Bâle
Galerie Eric Dupont, mois de l’Estampe
Le Grand Huit, Prestige Télévision
1999 : foire de Bâle, galerie Eric Seydoux
FIAC, galerie Eric Seydoux
Galerie Christine Phal
Sara Holt, Jean-Max Albert, Jef Gravis , Fleeting White Space, St Michielskaai, Anvers, Belgique
2000 : Foire de Bâle, galerie Eric Seydoux
2001 : FIAC, galerie Eric Seydoux
Galerie le Corbusier, Trappes
2006: FIAC, show-off espace Cardin, Galerie Eric Seydoux
2007 : FIAC, Grand Palais, Galerie Eric Seydoux
2008 : ArtistBook, Centre Pompidou
2010 : ArtistBook, Centre Pompidou
Galerie 19, Angers
Livres d'artistes
1994 : Palimpseste laotien, Edition Atelier Eric Seydoux
2000 : Portfolio Autoroutes, Noria Editions
2008 : Sérigraphie Opus 1, Edition Atelier Eric Seydoux
2014 : En collaboration avec Philippe Sohiez photographe, albums à éditer :
Ecrire 5 lignes et fuir, Allons voir si la mer est salée, Artiste à l’Hôpital, Les Pierres de la vertu.
Collections
Musée du livre d'artiste, Dresde
Arthothèques, Angers, Annecy, Angoulême...
Fondation ELF Aquitaine
Fondation Swatch
Agnes B
Collections privées, France, USA, Espagne